# لا نقاش مع من ينكر المبادئ
Contra principia negantem non est disputandum (Latin, alternatively Contra principia negantem disputari non potest and Contra principia negantem disputari nequit، أي «لا نقاش مع من ينكر المبادئ») وهو مبدأ عقلي وقانوني: لكي تناقش بموضوعية في اختلاف ما فلا بد أن يكون هناك اتفاق على المبادئ والحقائق التي تحكم هذا الجدال.
وهذه القاعدة لم يذكرها أرسطو إلا أن العلماء أشاروا إلى بعض ما أثر عنه مما يعضد هذا المعنى ويقويه. ويذكر البعض أن هذه القاعدة كانت موجودة في الفلسفة المدرسية للقرون الوسطى للإشارة إلى سلطة النظام الأرسطوطاليسي. يختم دونس سكوتس إحدى فقراته في التعليق على كتاب الأحكام (Sentences) لبيتر لومبارد بقوله: إذا لم يكن هذا المبدأ مقنعًا فهناك العديد من المبادئ التي وضعها الفلاسفة وتحيط بها الشكوك من كل جانب، وإذا أنكرت المبادئ فقل على الدنيا السلام (contra autem negantem principia communiter recepta, non est disputandum).
ويستشهد بهذه القاعدة أحيانًا من الدراسة القانونية الإنجليزية للقرن السابع عشر التي هي بعنوان كوك في ليتيلون (Co. Litt. 343)، حيث تضم شرحًا لمفهوم "المبدأ في القانون.”
ومن الشخصيات التي صورها جون لاسي شخصية (طبيب) تذكر هذا المبدأ في الفصل الخامس نسخة محفوظة 28 يوليو 2020 على موقع واي باك مشين. من مسرحية المرأة الصماء (The Dumb Lady) (1672).
ويشير آرثر شوبنهاوار إلى هذا المبدأ في كتاب «فن الخلاف»; أما لينين فاعترض على تأكيد بيتر بيرنجاردوفيتش ستروف على هذا المبدأ ورد عليه بقوله: هذا يعتمد على كيفية استنباط هذه المبادئ لتتحول إلى اقتراحات وملاحظات عامة أو فهمًا مختلفًا لـحقائق تاريخ روسيا وواقع حاضرها.; ويرى كارل بوبر أن هذا المبدأ يعبر عن مبدأ النسبويين غير المنطقي «لاستحالة الفهم المشترك بين ثقافات وأجيال وفترات تاريخية مختلفة - حتى في العلوم بل وحتى الفيزياء»: «أسطورة الإطار هي تماثل تمامًا مبدأ أن الإنسان لا يمكنه مناقشة أي شيء أساسي مناقشة منطقية أو أن مناقشة المبادئ مناقشة منطقية من المستحيلات.»